# 1761
1761. је била проста година.

## Рођења

### Август
- 28. август — Сава Текелија, српски доктор права и добротвор. (†1842)

### Децембар
- 12. децембар — Мери Тисо, француска вајарка воштаних фигура. (†1850)
- 24. децембар — Селим III, турски султан. (†1808)

## Смрти

### Јануар
- 4. јануар — Стивен Хејлс, енглески физиолог, хемичар и проналазач. (*1677)

### Април
- 17. април — Томас Бејз, енглески математичар. (*1702)